# Karl Pietsch (Romanist)
Karl Pietsch (* 4. Januar 1860 in Stettin; † 1. April 1930 ebenda) war ein in den USA wirkender deutscher Romanist und Hispanist.

## Leben und Werk
Carl Pietsch studierte in Berlin (1879–1882), Florenz (1882–1884) und Halle a. S.  und promovierte  dort 1887 mit  Beiträge zur Lehre vom altfranzösischen Relativum (Halle 1888). Dann ging er in die USA und war von 1890 bis 1896 Bibliotheksgehilfe an der Newberry Library von Chicago. Von 1896 bis 1900 war er an der Universität Chicago zuerst Instructor, dann Assistenzprofessor für romanische Sprachen und wurde, nach einem Studienjahr an der École pratique des hautes études in Paris, 1901 außerordentlicher und 1910 ordentlicher Professor für romanische Philologie. Nach seiner Emeritierung 1925 kehrte er nach Stettin zurück. Pietsch war ab 1910 korrespondierendes Mitglied der Spanischen Akademie.

## Weitere Werke
- Preliminary Notes on Two Old Spanish Versions on the Disticha Catonis (The decennal publications 2), Chicago 1902
- The Spanish Particle "he",  in: Modern Philology 2, 1904–1905
- Notes on Spanish Folklore, in: Modern Philology 7, 1909–1910
- Zur spanischen Grammatik, in: Modern Philology 10, 1912–1913
- Concerning MS 2-G-5 of the Palace Library at Madrid, in: Modern Philology 11, 1913–1914
- On the Language of "Spanish Grail" Fragments, in: Modern Philology 12–13, 1915–1916.
- Spanish Grail fragments: El Libro de Josep Abarimatia. La Estoria de Merlin. Lançarote, ed. from the unique ms, Chicago 1924–25